# Коскі-Фалькі
Коскі-Фалькі (пол. Koski-Falki) — село в Польщі, у гміні Перлеєво Сім'ятицького повіту Підляського воєводства.
У 1975-1998 роках село належало до Ломжинського воєводства.